# 2023年马来西亚
2020年代马来西亚: 2020年马来西亚 / 2021年马来西亚 / 2022年马来西亚 / 2023年马来西亚 / 2024年马来西亚 / 2025年马来西亚 / 2026年马来西亚 / 2027年马来西亚 / 2028年马来西亚 / 2029年马来西亚
2023年是马来西亚独立日为66年，马来西亚日为60年。

## 領導人

### 國家領導
- 最高元首:苏丹阿都拉
- 副最高元首:苏丹纳兹林沙
- 首相:安华·依布拉欣
- 副首相:阿末扎希和法迪拉·尤索夫

### 州領導

#### 彭亨
- 苏丹:苏丹阿都拉
- 攝政王:东姑哈山纳
- 州務大臣:旺罗斯迪

#### 霹靂
- 苏丹:苏丹纳兹林沙
- 州务大臣:沙拉尼莫哈末

#### 柔佛
- 苏丹:苏丹依布拉欣·依斯迈
- 州務大臣:翁哈菲兹

#### 吉打
- 苏丹:苏丹沙烈胡丁
- 州務大臣:莫哈末沙努西

#### 吉兰丹
- 苏丹:苏丹莫哈末五世
  - 州務大臣:
    - 阿末耶谷(至8月15日)
    - 莫哈末纳苏鲁丁(8月15日起)

#### 雪蘭莪
- 苏丹:苏丹沙拉弗丁
- 州務大臣:阿米鲁丁沙利

#### 森美蘭
- 嚴端:端姑慕力兹
- 州务大臣:阿敏努丁·哈仑

#### 玻璃市
- 拉惹:端姑赛西拉祖丁
- 州务大臣:莫哈末苏克里·南利

#### 登嘉樓
- 苏丹:端姑米占再纳阿比丁
- 州务大臣:阿末山苏里·莫达

#### 马六甲
- 州元首:莫哈末阿里
  - 首席部長:
    - 苏莱曼莫哈末阿里(至3月31日)
    - 阿都拉勿(3月31日起)

#### 檳城
- 州元首:阿末弗兹
- 首席部長:曹觀友

#### 沙巴
- 州元首:朱哈·马希鲁丁
- 首席部长:哈芝芝诺

#### 砂拉越
- 州元首:泰益玛目
- 總理:阿邦佐哈里

## 大事纪

### 4月
- 4月5日：一部视频在社交媒体上流传。一名巫裔男子将一对华裔男女在轿车上的车震行为拍下并上传到网络上，随即引起热议，而视频中身穿红新月会制服的女子事后证实未满18岁[1]。
- 4月5日：居銮篮球总会举办以已故前会长陈诗圣命名的第六届陈诗圣杯，这是该赛事因2020年疫情停办后事隔几年再次举办的比赛[2]。
- 4月11日：沈可婷案案件人沈可婷被宣判無罪釋放，罪名被撤銷。

### 6月
- 6月22日：第14届吉兰丹州议会正式解散。
- 6月23日：第14届雪兰莪州议会正式解散。
- 6月28日：第14届登嘉楼、槟城及吉打州议会正式解散。

### 7月
- 7月1日：第14届森美兰州议会正式解散。
- 7月5日：马来西亚选举委员会宣布六州选举日期及其时间表。选举提名日定于7月29日，提前投票日在8月8日，正式投票日是8月12日，竞选期一共14天。

### 8月
- 8月12日：2023年马来西亚州选
- 8月17日：莎亚南比奇390型飞机坠毁

### 9月
- 9月9日：副首相兼國陣主席阿末扎希首次出席行動党大會[3]。
- 9月20日：居銮中华中学校方宣布从2024年1月起，各级学费每月调涨60令吉[4]。

### 10月
- 10月27日：柔佛州苏丹依布拉欣·依斯迈被推舉為第十七任馬來西亞最高元首，於2024年1月31日起登基。

### 11月
- 11月9日：根據馬來西亞氣象局發布的氣候預警，東北季風氣候將從2023年11月11日起開始吹襲馬來西亞，並持續至2024年3月。期間將導致4至6次的大雨影響，並有可能會導致洪澇災害。期間受影響最顯著的地區包括吉蘭丹，登嘉樓，彭亨，柔佛，砂拉越西部。[5]
  - 馬來西亞民主聯合陣線主席賽沙迪被高等法院以教唆失信、濫用資金、洗黑錢等四項罪名成立，被判處坐牢7年、鞭刑2鞭及罰款1000萬令吉。[6]
- 11月21日至22日：多地的学校接获了多起匿名炸弹威胁。其中皆来自国外的帐号。[7][8][9]

### 12月
- 12月12日：安華·伊布拉欣領導的團結政府内閣在執政一年多后進行内閣改組。內閣改組當中，一共有6名部長和11名副部長調任。此外，也將天然資源、環境及氣候變化部，以及通訊及數碼部細分成爲能源轉型及公共事業部、天然資源及環境永續部，以及通訊部、數碼部。[10]
- 12月18日——
  - 馬來西亞新冠肺炎的確診人數再次逐漸攀升，馬來西亞衛生部也表示不會再次重啟行動管制令。[11]
  - 華裔駐唱女歌手許佳玲遭到其粉絲謀殺[12]。
- 12月24日：JN.1毒株开始在世界各地蔓延并广泛发生大规模感染事件，而近日多地也开始出现奥密克戎亚变体——JN.1毒株的确诊病例。[13]

## 文化
- 沙登医院以雪兰莪苏丹沙拉弗丁的名字命名为苏丹伊德里斯沙沙登医院。

## 交通
- 交通部長陸兆福宣布2月10日起可使用電子跳稅。[14]
- MYAirline宣布，由于巨大的财务压力，该航空公司10月12日起暂停营运。

## 体育
- 2023年马来西亚羽毛球公开赛
- 2016年夏季奥林匹克运动会羽毛球混合双打比赛銀牌得主吳柳瑩参加2023年马来西亚羽毛球公开赛后退役。[15]
- 2018年世界羽毛球錦標賽男單銅牌得主劉國倫退役。[16]
- 李宗偉進入世界羽聯名人堂。[17]
- 2023年马来西亚羽毛球大师赛
- 2022年亚洲运动会马来西亚代表团
- 2023年国际曲棍球联合会男子曲棍球青少年世界杯

## 军事
- 武装部队总司令阿芬迪缷任，陸軍总司令莫哈末阿都拉曼接任。[18]

## 天灾意外
- 2019冠状病毒病马来西亚疫情 （2020年至今）
- 7月2日：檳城州阿逸布爹州甘榜地區發生山洪事件，造成9人死亡、1人失蹤，其中死者年紀最小為4歲。一家九口和女兒未婚夫在河邊野餐時，因天氣驟變遭洪水沖走。受難者來自彭亨州關丹市甘孟樂巴希裡墾殖區。警方初步調查表示山洪是因持續豪雨而發生[19]。
- 2023年莎亚南比奇390型飞机坠毁事故

## 逝世

### 1月
- 23日：阿都拉尼·奥斯曼，政治人物，前伊斯兰党雪州主席，前雪兰莪州议会中路议员。[20]
- 29日：前聯邦法院法官哥巴斯里南因肺部感染去世。

### 2月
- 6日：前北加里曼丹共产党第二分局总书记黄纪作因病在诗巫去世。

### 3月
- 3日：前馬華公會公長李三春。[21][22]

### 4月
- 1日：阿末再尼，67岁，政治人物，前巫统古邦巴素区部主席，前吉打州议会黑木山议员。[23][24]
- 23日：被誉为“金嗓子”的前马来西亚广播电视台（RTM）新闻主播南利阿布峇卡。[25]

### 5月
- 22日：依斯迈卡欣，63岁，政治人物，前亚娄国会议员，因心脏病发去世。[26]
- 23日：韩迪，74岁，政治人物，前霹雳州议会孟加兰巴鲁州议员，因癌症逝世。[27]

### 6月
- 14日：莫哈末依沙·沙菲宜，69岁，政治人物，吉打州议会默兰迪州议员。[28][29]

### 7月
- 4日：前國會議員阿都嘉夫沙烈因肾衰竭去世。
- 23日：國內貿易及生活費部長沙拉胡丁阿育因脑出血去世。[30][31]

### 8月
- 3日：登嘉樓蘇丹端姑米占·再纳·阿比丁母親逝世。[32]
- 5日：前羽毛球運動員颜德财因心脏病发去世。[33]
- 17日：佐哈里·哈伦，彭亨州议会的柏朗埃州议员兼行政议员，因坠机身亡。

### 9月
- 8日：因模仿已故巨星比·南利而走红的马来歌手费鲁兹米斯南在经历胸痛并晕倒送院后逝世。[34]
- 27日：演員张咏华因爬山時心脏病发去世。[35]

### 11月
- 28日：四個女生成員——莊群施因病去世。[36]

### 12月
- 3日：蔡锐明，前衛生部長。[37]
- 4日：阿邦阿布峇卡，82岁，因心脏衰竭去世，政治人物，曾经担任首相署部长，以及国防部副部长。[38]
- 18日：许佳玲，马来西亚华裔驻唱歌手，遭到其狂热粉丝谋杀。[39]
- 26日：约翰费南迪，82岁，政治人物，前芙蓉国会议员。[40][41]